# Wyoming Infrared Observatory

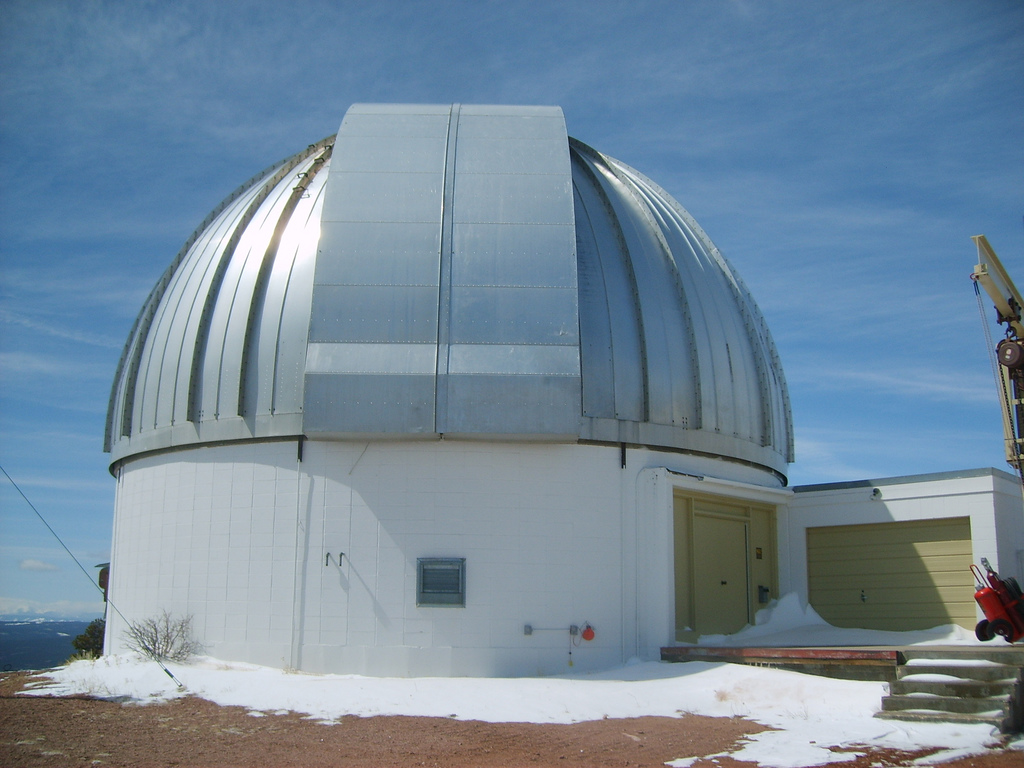
Teleskopkuppel des WIRO

Das Wyoming Infrared Observatory (kurz: WIRO) ist eine Sternwarte der University of Wyoming zur Infrarotastronomie. Das Hauptinstrument ist ein 2,3 Meter durchmessendes Spiegelteleskop. Das Observatorium befindet sich 40 km südwestlich von Laramie auf dem Gipfel des „Jelm“ in 2948 m Höhe mit exzellenten atmosphärischen Bedingungen für Infrarotastronomie. Mit dem „First light“ im Jahr 1977 war es für rund 2 Jahre das größte Teleskop für Infrarotbeobachtungen und wurde dann von der NASA IRTF und dem UKIRT übertroffen. Es hat sich jedoch unter anderem durch einen vergleichsweise dünnen Hauptspiegel sehr kostengünstig realisieren lassen.
Das Teleskop hat in seinem Primärfokus einen 4-elementigen Wynne-Korrektor und einen 2k×2k EMCCD-Bildsensor, womit ein Bildwinkel von 0,3° erzielt wird. Des Weiteren verfügt es über ein 2D- und ein Spalt-Spektrometer.